# Ithaca (New York)
Pour les articles homonymes, voir Ithaca.
Ithaca est une municipalité et le chef-lieu du comté de Tompkins, dans l'État de New York, aux États-Unis. Elle constitue la principale agglomération de l’aire métropolitaine d'Ithaca-Cortland (qui regroupe aussi la ville d'Ithaca, les villages de Cayuga Heights, de Lansing et d'autres villes et villages du comté de Tompkins). L'agglomération d’Ithaca occupe la rive sud du lac Cayuga, dans le centre de l'État de New York. Son nom est inspiré de l'île grecque d’Ithaque.
Ithaca tire sa célébrité de l’université Cornell, membre de la prestigieuse Ivy League, qui compte plus de 20 000 étudiants (dont la plupart résident sur le campus d'Ithaca),. Les deux principaux collèges de l'université : Ithaca College, à la périphérie sud de l'agglomération ; Tompkins Cortland Community College confortent l'image de ville universitaire et contribuent aux importantes fluctuations saisonnières de la population. En 2010, la ville intra muros comptait 30 014 habitants, et l'aire métropolitaine, 101 564 habitants.
L’institut Namgyal d’études bouddhistes abrite la résidence officielle du dalaï lama Tenzin Gyatso en Amérique du Nord.

## Histoire

### Période coloniale
Les autochtones de la plaine d’Ithaca au début du XVIIe siècle étaient les indiens Saponi et Tutelos, deux tribus des Iroquois Cayuga membres de la confédération iroquoise. Ces tribus, chassées de Caroline du Nord par les Britanniques, avaient reçu en échange les terres de chasse des Cayuga, à la pointe sud du Lac Cayuga ainsi qu'à Pony Hollow (qui s'appelait alors « Sapony »), à l'emplacement de l'actuelle Newfield (New York). Ils furent chassés de leur nouveau territoire lors de l'Expédition Sullivan, épisode qui culmina avec la destruction du village Tutelo de Coregonal, au carrefour actuel des New York State Highways no 13 et 13A, à la frontière sud de la commune d'Ithaca city. Pour ce qui est de l'actuelle ville, la présence indienne s'y limitait à un camp de chasseurs, à l'entrée des Gorges de Cascadilla. Le démantèlement de la Confédération iroquoise ouvrait la voie à la colonisation systématique de la région par les Européens, dont on marque l'origine à l'année 1789. Dès 1790, un programme national organisait la distribution de terres aux anciens combattants de la Guerre d'Indépendance ; encore aujourd'hui, la plupart des titres de propriété du pays remontent à cette réforme foncière. Le bornage des parcelles fut entrepris en 1791; une colonisation informelle avait alors déjà commencé.

### Un remembrement à grande échelle: leMilitary Tract
Dans le cadre du décret d'attribution des terres (Central New York Military Tract), qui concernait la partie nord du Comté de Tompkins, toute la région fut bornée par le géomètre Simeon DeWitt. Son assistant, Robert Harpur, était fasciné par l'Antiquité et la littérature anglaise (comme en témoignent les toponymes des villes voisines de Dryden et Locke). Le commissaire foncier de l’État de New York (à savoir le président George Clinton) approuva les  recommandations de Harpur lors du comité de 1790. La banlieue du Military Tract où se trouvait la future Ithaca reçut d'abord le nom de Town of Ulysses, forme latinisée du grec Odysseus, le poème d'Homère. Quelques années après son arrivée en ville, appelée jusque-là indifféremment « The Flats », la cité ou « Sodome », DeWitt rebaptisa l'endroit du nom d'une île grecque, patrie d’Ulysse (Ulysses désignait alors toute la banlieue —c'est aujourd'hui une ville distincte du comté de Tompkins). Contrairement à une croyance largement répandue, ce n'est pas à DeWitt que l'on doit les toponymes grecs de l'ouest de l'état de New York, tels « Syracuse » ou « Troy » ; ils sont l'expression de l'intérêt des Américains du XIXe siècle pour les humanités classiques.

### Développement d’Ithaca village et de la ville

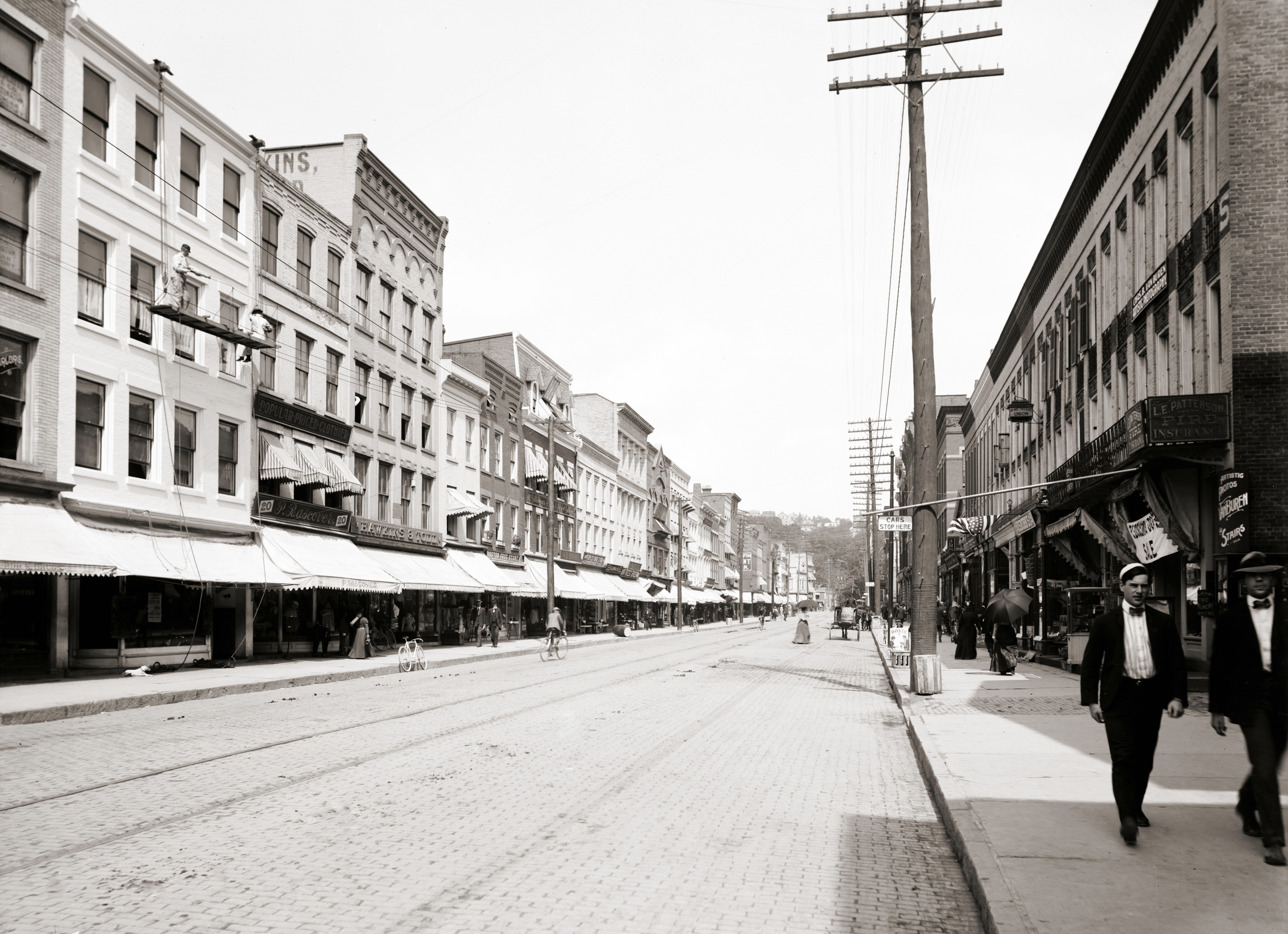
Vue de State Street vers 1901

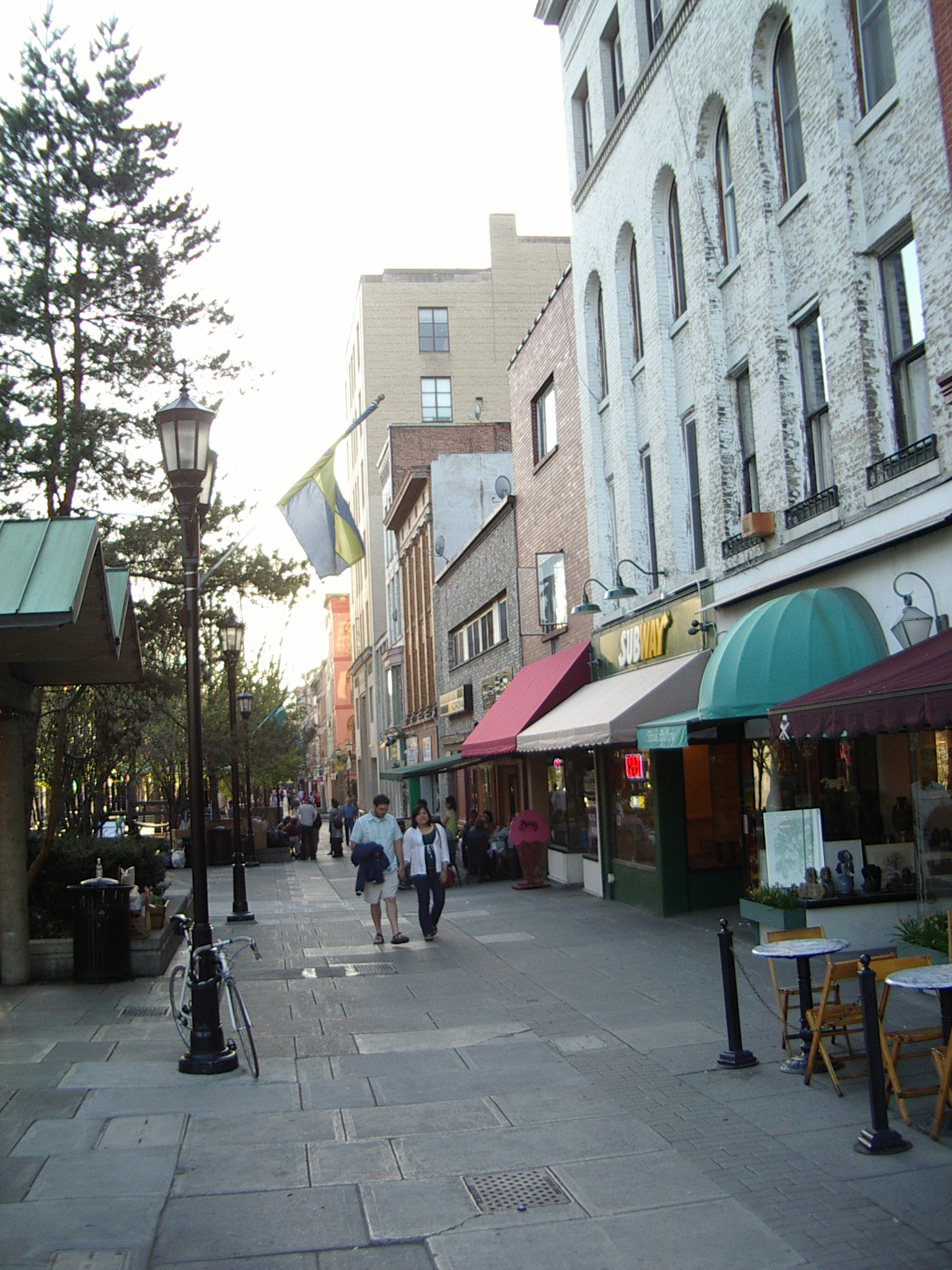
L'allée commerçante d’Ithaca Commons.

Au cours des années 1820-30, Ithaca caressa le rêve de devenir l'une des grandes villes du pays grâce à la construction de la ligne Ithaca and Oswego Railroad (1832), qui reliait par le chemin de fer le fret du Canal Érié à celui de la Susquehanna, au sud. En 1821, le village fusionna avec la ville d'Ithaca, qui dans le même temps se séparait de l'agglomération d'Ulysses. Ces espoirs de développement survécurent même au krach boursier de 1837, qui vit la compagnie de chemin de fer changer de raison sociale (Cayuga & Susquehanna), avec une révision complète du tracé à la fin des années 1840 ; une grande partie de cette ligne revit grâce au chemin de fer touristique South Hill Recreation Way. Mais bientôt, les lignes concurrentes, plus rapides, notamment la Syracuse, Binghamton & New York Co. (1854), ruinèrent ces ambitions. Au cours de la décennie qui suivit la Guerre de Sécession, Ithaca devint le centre d'un réseau ferroviaire local rayonnant dans toutes les directions (Geneva (New York); Cayuga (New York); Cortland (New York); Elmira (New York); Athens (Pennsylvanie)) essentiellement grâce aux investissements d’Ezra Cornell ; mais le relief de la région fermait tout espoir de faire de l'agglomération un carrefour d'importance nationale : et lorsque vingt ans plus tard, en 1890, la  Lehigh Valley Railroad établit sa ligne principale reliant la Pennsylvanie à Buffalo, elle se détourna d’Ithaca, comme l'avait fait la Delaware, Lackawanna and Western Railroad dans les années 1850, pour passer plus à l'est, via le comté de Schuyler, qui présentait des dénivelées bien moindres.
C'est à la fin du XIXe siècle qu'Ithaca se dota des deux grandes institutions éducatives qui font aujourd'hui sa renommée : l’université Cornell, fondée en 1865 par Ezra Cornell, qui, chose rarissime à l'époque, fut d'emblée conçue comme une université mixte (les premières étudiantes furent immatriculées en 1870). Ezra Cornell offrit aussi à la ville sa première bibliothèque publique : la Cornell Public Library. Ithaca College ouvrit ses portes en 1892 comme conservatoire, et se trouvait à l'origine dans le centre-ville ; mais le manque d'espace fit qu'elle déménagea dans les années 1960 dans le faubourg de South Hill.
Ithaca reçut le statut de city en 1888 alors qu'elle commençait à s'imposer comme un centre industriel et commercial, avec par exemple la création des armureries Ithaca Gun Factory (1880), des constructions mécaniques Morse Chain à South Hill (rachetées en partie par Emerson Power Transmission) et Borg Warner Automotive à Lansing (New York). Au cours des décennies qui suivirent la Seconde Guerre mondiale, deux importants laboratoires de General Electric : National Cash Register et Langmuir Research Lab, s'établirent à Ithaca.
Au début du XXe siècle, Ithaca était un lieu de tournage favori de l’industrie du film muet. On y filmait surtout des films à suspense, où le décor local jouait un rôle important. La plupart de ces films, réalisés par Leopold Wharton et son frère Theodore Wharton, ont été tournés dans l'actuel Stewart Park. Par la suite, l'industrie cinématographique s'implanta à Hollywood, dont le climat permettait de tourner en toute période de l'année, et les tournages à Ithaca prirent fin. Il ne subsiste que très peu de copies de ces films aujourd'hui.

## Géographie et climat

### Géographie physique

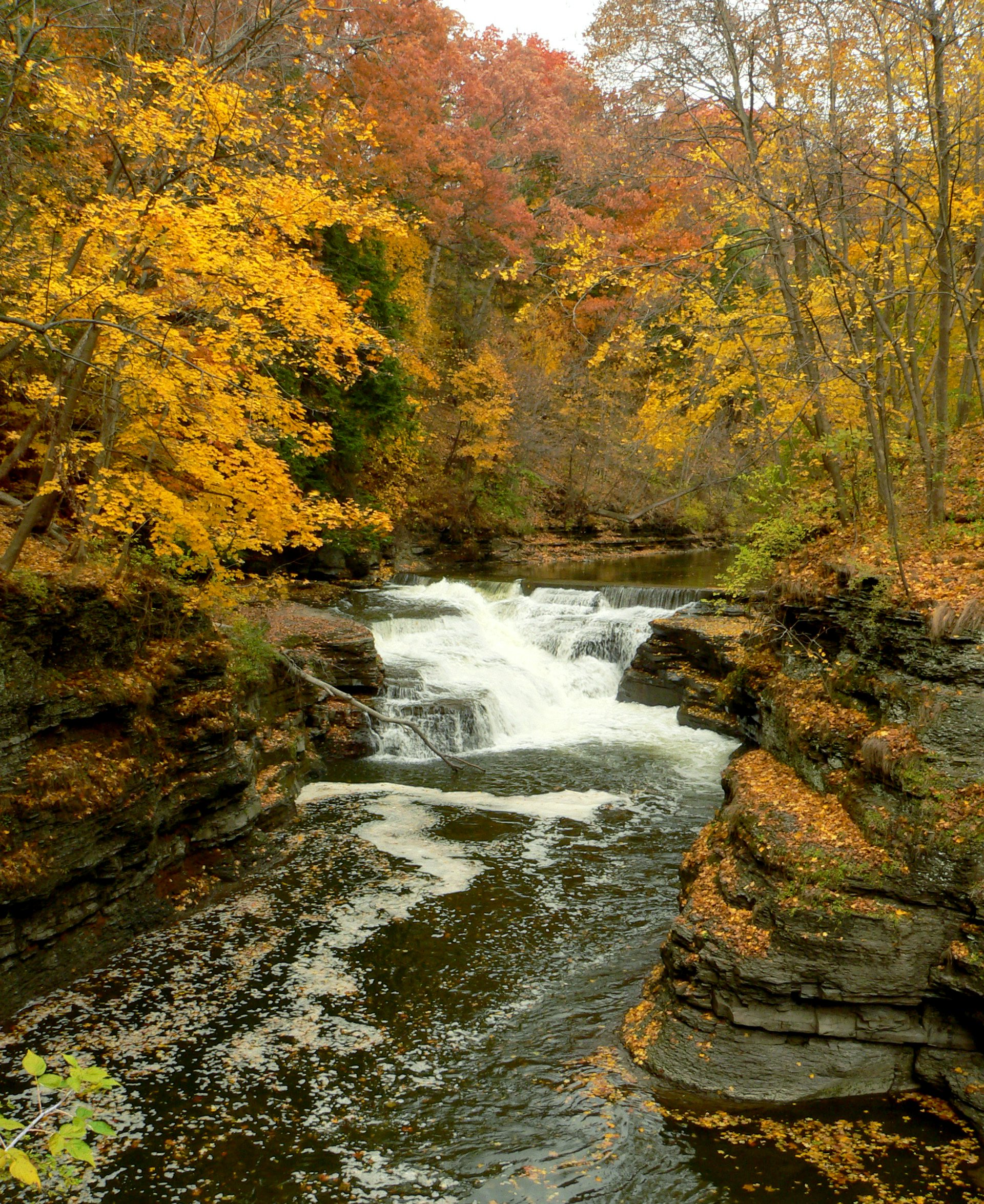
Les gorges Hemlock aux abords de Fall Creek, juste avant l'exutoire vers le lac Beebe, dans le campus de l'université Cornell.

La vallée du lac Cayuga, orientée nord-sud, est longue et étroite. Ithaca occupe la pointe sud du lac, mais la vallée se prolonge en direction du sud-ouest bien au-delà. Cette vallée est le vestige de gorges creusées et élargies par l’action des glaciers du Pléistocène au cours des dernières centaines de milliers d'années. Le lac, qui s'épanche à son extrémité nord, s'est formé par la digue naturelle d'une moraine glaciaire. Les roches sont majoritairement d'âge dévonien et, au nord d’Ithaca, elles sont  relativement riches en fossiles. La région est parsemée de blocs erratiques. Les remarquables fossiles découvert dans la région sont exposés au musée d'histoire naturelle, qui a ouvert ses portes en 2003.
Ithaca s'est établie dans la plaine qui s'étend le long des berges méridionales du lac. Ces terrains sont de dépôts récents de silts. La ville s'étale jusqu’aux collines adjacentes : East Hill, West Hill, and South Hill, qui dominent d'une centaine de mètres les immeubles du centre-ville. Les coteaux sont assez raides ; aussi les nombreux ruisseaux qui dévalent de leurs flancs y ont-ils creusé des gorges, formant plusieurs cascades.

### Climat
Ithaca jouit d'un climat continental modéré. Les hivers sont longs, froids et neigeux, avec des températures qui atteignent −18 °C ou même moins en moyenne 10 nuits dans l'année et une épaisseur moyenne de neige de 170 cm par hiver. Le record de chute de neige en une journée, 66 cm, a été observé le 4 février 1914. Les étés sont chauds et humides, avec néanmoins des températures agréables. Des thermomètres de 35 °C ou plus surviennent en moyenne 5,2 jours par an, et l'on n’a dépassé les 38 °C qu'une dizaine de fois depuis le début des enregistrements météorologiques, en 1893. La date moyenne des premières gelées est le 5 octobre, et celle des ultimes gelées est le 15 mai, ce qui porte la période de dormance à Ithaca à 141 jours. La période d'enneigement moyenne va du 12 novembre au 7 avril. Les températures extrêmes sont de −32 °C (enregistrée le 2 février 1961) et 39 °C (le 9 juillet 1936).
L'hiver est plus doux dans la plaine, et parfois les Ithacans sont témoins d'un curieux phénomène, qualifié familièrement d’ithacation : tandis qu'il neige sur les collines, il pleut dans la vallée.
La flore de la région d’Ithaca est caractéristique des forêts tempérées où dominent les feuillus. La présence des lacs crée un microclimat autour d'Ithaca, et l’American Viticultural Area autour des Finger Lakes bénéficie d'une courte période de dormance suffisante pour les vignobles.
| Mois                              | jan. | fév. | mars | avril | mai | juin | jui. | août | sep. | oct. | nov. | déc. | année |
| --------------------------------- | ---- | ---- | ---- | ----- | --- | ---- | ---- | ---- | ---- | ---- | ---- | ---- | ----- |
| Température minimale moyenne (°C) | −9   | −9   | −5   | 1     | 6   | 12   | 14   | 14   | 9    | 4    | 0    | −6   | 6,4   |
| Température maximale moyenne (°C) | 0    | 1    | 6    | 13    | 20  | 24   | 27   | 26   | 22   | 15   | 9    | 2    | 15,2  |
| Précipitations (mm)               | 52   | 50   | 68   | 83    | 81  | 100  | 95   | 91   | 92   | 87   | 80   | 61   | 598,3 |

## Démographie
| Groupe                           | Ithaca | New York | États-Unis |
| -------------------------------- | ------ | -------- | ---------- |
| Blancs                           | 70,5   | 66,8     | 72,4       |
| Asiatiques                       | 16,2   | 7,3      | 4,8        |
| Afro-Américains                  | 6,6    | 15,9     | 12,6       |
| Métis                            | 4,3    | 3,0      | 2,9        |
| Autres                           | 2,0    | 7,5      | 6,4        |
| Amérindiens                      | 0,4    | 0,6      | 0,9        |
| Total                            | 100    | 100      | 100        |
|                                  |        |          |            |
| Hispaniques et Latino-Américains | 6,9    | 17,6     | 16,7       |

Selon l'American Community Survey, pour la période 2011-2015, 80,14 % de la population âgée de plus de 5 ans déclare parler l'anglais à la maison, 6,20 % déclare parler une langue chinoise, 2,67 % l'espagnol, 1,18 % le français, 1,06 % le coréen, 0,88 % l'allemand, 0,81 % le japonais, 0,50 % le thaï et 6,56 % une autre langue.

## Voies de communication et transports
Ithaca a pour villes voisines :
- Danby, au sud,
- Dryden, à l'est,
- Enfield, à l'ouest,
- Lansing, au nord-est,
- Newfield, au sud-ouest
- Ulysses, au nord-ouest.

Ithaca, ville rurale du pays des Finger Lakes, se trouve à 360 km au nord-ouest de New York ; les métropoles les plus proches sont Binghamton et Syracuse, à une heure de route, puis viennent Rochester et Scranton à deux heures de route, et enfin Buffalo à trois heures.
Ithaca est desservie par l'aéroport régional d’Ithaca-Tompkins, à 5 km au nord-est du centre-ville. La compagnie aérienne US Airways Express assure la liaison depuis l'aéroport international de New York LaGuardia ainsi que depuis sa plate-forme de Philadelphie grâce à une flotte composée de moyens courriers à réaction et à hélice. Delta Air Lines assure trois liaisons par jour avec l’Aéroport métropolitain de Détroit, tandis que Continental Connection assure trois liaisons par jour avec l’Aéroport international Newark Liberty. Plusieurs citadins prennent quotidiennement l'avion pour travailler à Syracuse, Binghamton, Elmira-Corning ou Rochester.
Ithaca se trouve à un peu plus d'une demi-heure des rocades des interstate highways (2×2 voies), qu'il faut de toute façon emprunter pour rallier la ville par la route. Ces autoroutes ne sont pas surchargées, et lorsqu'il y a des embouteillages, ce n'est qu'à l'entrée d'Ithaca. Les lignes de bus Greyhound Lines, New York Trailways, et Shortline (Coach USA) assurent une desserte régulière avec Binghamton et New York, et une desserte minimale avec les villes de Rochester, Buffalo et Syracuse, et de là (moyennant un changement à Binghamton) avec Utica et Albany. La gare routière est la même pour toutes ces compagnies : elle occupe l'ancienne gare ferroviaire de la Delaware, Lackawanna & Western Co. dans Meadow Street, à environ un kilomètre du centre-ville d’Ithaca. L’Université Cornell gère même une desserte routière Campus to Campus entre l'université et l'hôpital universitaire de New York ; cette ligne de bus est ouverte au public.
Norfolk Southern affrète des trains de charbon depuis Sayre (Pennsylvanie), qui desservent Ithaca pour approvisionner  la centrale thermique AES Cayuga (anciennement appelée centrale Milliken) et les mines de sel gemme Cargill, sur la berge orientale du lac Cayuga.
Ithaca a été la quatrième ville de l’État de New York à s'équiper d'un trolleybus ; les lignes ont été en service entre 1887 et l'été 1935,.
Agglomération en pleine expansion, Ithaca doit faire face à une croissance ininterrompue du trafic intra muros et sur les rocades d'accès. Les faubourgs, en effet, sont mal desservis par les lignes de bus, et beaucoup de citadins considèrent leur véhicule comme indispensable, bien qu’on puisse se rendre partout à pied ou à vélo  sans problème dans l'agglomération. La densification actuelle des logements dans le centre-ville, autour de la promenade d’Ithaca Commons, est bénéfique car elle rend le recours à la voiture prohibitif en temps d'accès. Le centre-ville est d'ailleurs très bien desservi par les transports en commun.

## Enseignement supérieur

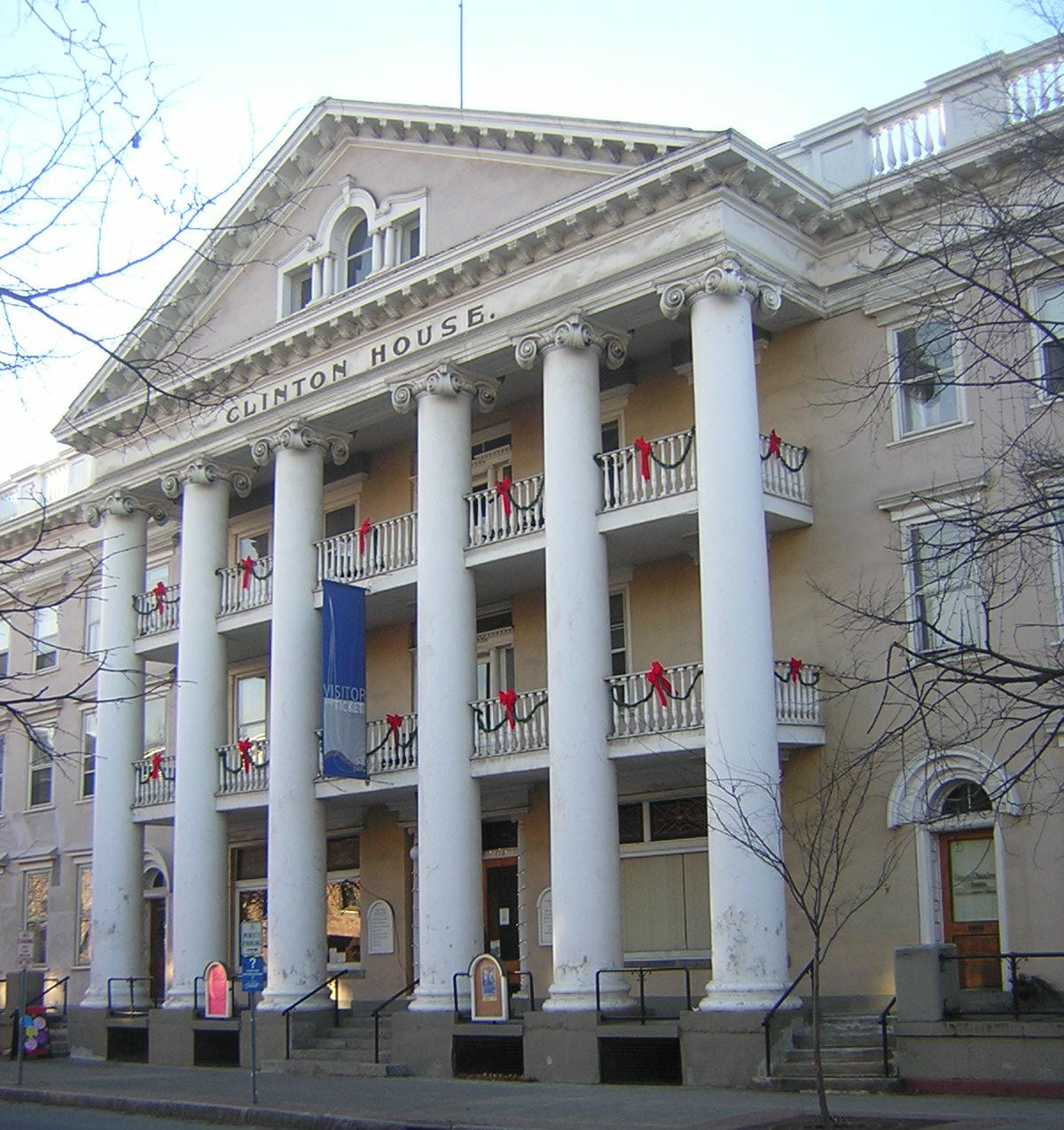
Clinton House (Ithaca).

Ithaca est le siège de deux établissements d’enseignement supérieur :
- l’université Cornell, située sur East Hill (« colline de l'Est ») est membre de l’Ivy League,
- Ithaca College, situé sur South Hill (« colline du Sud »).

## Équipements culturels
- Théâtre
- Orchestre
- Musée des sciences
- Musée de paléontologie
- Note : Cette ville est le lieu de naissance de Robert Iger, l'actuel PDG de la Walt Disney Company.

À Ithaca circule une monnaie complémentaire appelée « Ithaca Hour ». Elle a été lancée en 1991 par l'économiste Paul Glover.